# Tiro esportivo nos Jogos Pan-Americanos de 2019 - Pistola de ar 10 m feminino
A categoria da pistola de ar 10 m feminino foi um dos eventos do tiro esportivo nos Jogos Pan-Americanos de 2019, em Lima. Foi disputada no dia 27 de julho no Las Palmas Range.

## Calendário
Horário local (UTC-5)
| Data        | Horário | Fase         |
| ----------- | ------- | ------------ |
| 27 de julho | 09:00   | Qualificação |
| 27 de julho | 11:30   | Final        |

## Medalhistas
| Ouro   | CUB Laina Pérez     |
| Prata  | ECU Andrea Pérez    |
| Bronze | CUB Sheyla González |

## Resultados

### Qualificação
| Pos. | Atiradora          | Nacionalidade            | 1  | 2  | 3  | 4  | 5  | 6  | Total   | Notas |
| ---- | ------------------ | ------------------------ | -- | -- | -- | -- | -- | -- | ------- | ----- |
| 1    | Julieta Mautone    | URU Uruguai              | 94 | 92 | 96 | 96 | 95 | 95 | 568-17x | Q,    |
| 2    | Yanka Vasileva     | CAN Canadá               | 92 | 94 | 95 | 95 | 94 | 97 | 567-15x | Q     |
| 3    | Sheyla González    | CUB Cuba                 | 93 | 94 | 96 | 96 | 96 | 91 | 566-14x | Q     |
| 4    | Mariana Caro       | MEX México               | 95 | 91 | 97 | 94 | 92 | 93 | 562-15x | Q     |
| 5    | Andrea Pérez       | ECU Equador              | 94 | 94 | 96 | 94 | 92 | 92 | 562-15x | Q     |
| 6    | Jennifer Valentin  | PUR Porto Rico           | 94 | 96 | 94 | 95 | 89 | 93 | 561-14x | Q     |
| 7    | Laina Pérez        | CUB Cuba                 | 93 | 92 | 90 | 95 | 96 | 95 | 561-13x | Q     |
| 8    | Nathalia Granados  | USA Estados Unidos       | 90 | 94 | 95 | 93 | 95 | 94 | 561-11x | Q     |
| 9    | Miglena Todorova   | USA Estados Unidos       | 95 | 93 | 91 | 92 | 94 | 93 | 558-09x |       |
| 10   | Juana Vargas       | COL Colômbia             | 95 | 93 | 94 | 93 | 90 | 93 | 558-09x |       |
| 11   | Kimberly Linares   | GUA Guatemala            | 92 | 95 | 94 | 89 | 95 | 92 | 557-11x |       |
| 12   | Delmi Cruz         | GUA Guatemala            | 92 | 93 | 95 | 92 | 94 | 91 | 557-07x |       |
| 13   | Diana Durango      | ECU Equador              | 91 | 92 | 92 | 94 | 92 | 94 | 555-13x |       |
| 14   | Karen Quezada      | MEX México               | 92 | 92 | 92 | 93 | 92 | 94 | 555-13x |       |
| 15   | Thaís Carvalho     | BRA Brasil               | 92 | 91 | 93 | 91 | 95 | 92 | 554-10x |       |
| 16   | Amanda Cuellar     | COL Colômbia             | 90 | 92 | 94 | 91 | 92 | 92 | 551-09x |       |
| 17   | Laura Ramos        | ARG Argentina            | 91 | 89 | 91 | 92 | 94 | 93 | 550-04x |       |
| 18   | Rachel de Castro   | BRA Brasil               | 91 | 86 | 94 | 95 | 90 | 92 | 548-06x |       |
| 19   | Rocío Sisterna     | ARG Argentina            | 90 | 90 | 92 | 94 | 89 | 91 | 546-08x |       |
| 20   | Kimberly Britton   | CAN Canadá               | 92 | 92 | 88 | 93 | 88 | 92 | 545-07x |       |
| 21   | Miriam Quintanilla | PER Peru                 | 93 | 91 | 88 | 93 | 89 | 90 | 544-07x |       |
| 22   | Annia Becerra      | PER Peru                 | 93 | 90 | 90 | 95 | 88 | 87 | 543-07x |       |
| 23   | Erika Landaverde   | ESA El Salvador          | 86 | 88 | 89 | 93 | 91 | 94 | 541-06x |       |
| 24   | Jocelyn Núñez      | CHI Chile                | 90 | 91 | 91 | 88 | 93 | 87 | 540-06x |       |
| 25   | Marsha Jones       | TTO Trinidad e Tobago    | 86 | 91 | 87 | 92 | 86 | 91 | 533-09x |       |
| 26   | Ashely Dominguez   | ESA El Salvador          | 86 | 88 | 92 | 85 | 83 | 86 | 530-05x |       |
| 27   | Sthephany Gallo    | HON Honduras             | 93 | 91 | 86 | 86 | 85 | 87 | 528-04x |       |
| 28   | Victória Mata      | DOM República Dominicana | 81 | 90 | 88 | 90 | 88 | 85 | 522-03x |       |
| 29   | Pamela Ramírez     | HON Honduras             | 85 | 86 | 86 | 86 | 89 | 88 | 520-09x |       |

### Final
| Pos.              | Atiradora         | Nacionalidade      | 1                           | 2                             | 3               | 4               | 5               | 6              | 7               | 8             | 9               | Total | Notas |
| ----------------- | ----------------- | ------------------ | --------------------------- | ----------------------------- | --------------- | --------------- | --------------- | -------------- | --------------- | ------------- | --------------- | ----- | ----- |
| Medalha de ouro   | Laina Pérez       | CUB Cuba           | 50.5 9.8 10.6 9.7 9.8 10.6  | 100.1 10.4 10.3 10.5 9.2      | 120.0 10.2 9.7  | 140.2 10.0 10.2 | 160.8 10.1 10.5 | 180.4 9.8 9.8  | 200.0 10.3 9.3  | 218.0 9.9 8.1 | 237.1 9.9 9.2   | 237.1 | FPR   |
| Medalha de prata  | Andrea Pérez      | ECU Equador        | 49.3 9.9 8.6 10.4 10.0 10.4 | 96.9 8.8 10.1 9.0 9.8 9.9     | 117.2 10.9 9.4  | 136.1 9.4 9.5   | 157.1 10.2 10.8 | 175.9 9.5 9.3  | 196.5 10.5 10.1 | 214.1 9.2 8.4 | 234.7 10.1 10.5 | 234.7 |       |
| Medalha de bronze | Sheyla González   | CUB Cuba           | 50.1 10.8 9.9 9.3 9.7 10.4  | 100.7 9.1 10.3 10.3 10.5 10.4 | 118.9 9.8 8.4   | 138.5 9.4 10.2  | 156.9 9.8 8.6   | 175.8 8.3 10.6 | 195.7 9.8 10.1  | 213.1 8.0 9.4 | 213.1           | 213.1 |       |
| 4                 | Julieta Mautone   | URU Uruguai        | 47.6 9.0 10.3 9.2 10.4 8.7  | 97.5 9.5 9.7 10.6 9.6 10.5    | 116.7 10.2 9.0  | 135.5 9.3 9.5   | 155.0 9.4 10.1  | 175.0 10.6 9.4 | 194.2 9.0 10.2  | 194.2         | 194.2           | 194.2 |       |
| 5                 | Yanka Vasileva    | CAN Canadá         | 49.7 10.4 9.9 9.3 10.2      | 100.1 10.7 9.9 10.3 9.5 10.0  | 119.3 9.2 10.0  | 138.5 9.1 10.1  | 156.3 9.1 8.7   | 174.1 9.5 8.3  | 174.1           | 174.1         | 174.1           | 174.1 |       |
| 6                 | Jennifer Valentin | PUR Porto Rico     | 50.3 9.5 10.8 9.8 10.4 9.8  | 96.7 10.2 9.2 8.8 9.7 8.5     | 115.0 9.3 9.0   | 135.1 9.7 10.4  | 154.7 9.3 10.3  | 154.7          | 154.7           | 154.7         | 154.7           | 154.7 |       |
| 7                 | Mariana Caro      | MEX México         | 47.5 10.1 9.3 8.5 10.3 9.3  | 95.4 9.6 8.9 10.1 9.9 9.4     | 115.5 10.7 9.4  | 134.9 9.2 10.2  | 134.9           | 134.9          | 134.9           | 134.9         | 134.9           | 134.9 |       |
| 8                 | Nathalia Granados | USA Estados Unidos | 45.9 9.8 8.8 8.0 10.5       | 94.0 9.8 9.3 10.3 8.1 10.6    | 114.6 10.3 10.3 | 114.6           | 114.6           | 114.6          | 114.6           | 114.6         | 114.6           | 114.6 |       |